# Фіялка двоцвіта
Фіялка двоцвіта, фіалка двоквіткова (Viola biflora) — вид рослин з родини фіалкових (Violaceae), поширений у великій частині Європи й Азії, також на північному заході Північної Америки.

## Опис
Багаторічна рослина 8–20 см заввишки. Стебло висхідне, голе, листяне. Прилистки дрібні, яйцюваті, цілокраї. Квітки жовті, по 1–2 на кожному стеблі. Коробочки довгасто-яйцеподібні, 3–6 мм, голі або рідко запушені. Насіння пурпурове, іноді зі світлими й темними коричневими смугами, 1.5–2.5 мм. Насіння зворотнояйцювате. 2n=12, 28.
Період цвітіння: травень — липень.

## Поширення
Поширений у великій частині Європи й Азії, також на північному заході Північної Америки (Аляска, Юкон, Британська Колумбія).
В Україні вид зростає у вологих кам'янистих місцях і скелях біля виходу джерел — у Карпатах, зазвичай.